# Descent
Descent é um jogo de naves em 3D, estilo primeira pessoa, feito para DOS.
Existem três versões. Excluindo a série Descent Freespace, mais moderna, que apresenta uma temática e estilo muito diferente, pertencente ao estilo consagrado de "simulação espacial".
Versões open-source foram criadas por fãs para Windows 95, 98, XP e Linux. Todas permitem modalidade multiplayer e estão disponíveis para download, amparados pela GNU General Public License.
O jogo se passa no interior de túneis, uma marca da série, cujas estruturas se propagam em 3D e o visual é de instalações industriais espaciais automatizadas. Seus adversários são as unidades robóticas, controladas por um sistema de IA que adquire vontade própria.
A situação claustrofóbica, o tempo de adaptação motora/espacial do jogador, a ação constante e o excessiva dificuldade da AI limitou a popularização a uma parcela limitada, porém fiel do público.
O sistema de pilotagem do jogo é um dos mais desafiadores já apresentados no gênero : Movimentação absoluta da nave, exigindo o uso de mouse/joystick simultaneamente para movimentos e teclado para outros controles.
Foi lançado em 28 de fevereiro de 1995 pela Parallax Software; e utilizava uma tecnologia de renderização 3D muito avançada para a época. Desde então, foram lançadas mais versões sobre o jogo.